# Bremen (Indiana)
Bremen – miasto w Stanach Zjednoczonych, w stanie Indiana, w hrabstwie Marshall.